# Gatto mannaro
Gatto mannaro (in inglese werecat o were-cat) è una creatura immaginaria analoga al lupo mannaro (werewolf), dove al posto del lupo vengono considerate specie feline come gatti, tigri, leoni leopardi, linci, compresi quelli mitici o leggendari.

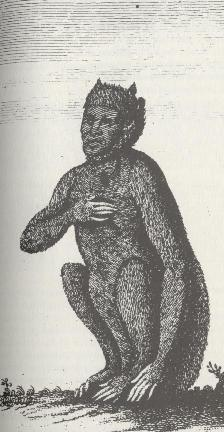
Incisione del 1763 che raffigura un gatto mannaro.

Ai gatti mannari sono talvolta attribuiti poteri o caratteristiche particolari, come la capacità di curarsi in fretta e con facilità oppure un'indole solitaria o comunque meno gregaria e più indipendente rispetto ai licantropi. Nel Medioevo, in Scozia, erano ritenuti dei predatori, che si radunavano numerosi in vecchi castelli in certi periodi dell'anno.

## Etimologia
Ailuranthropy deriva dalle radici greche ailouros che significa "gatto", e anthropos , che significa "umano" e si riferisce alle trasformazioni umano/felino, o ad altri esseri che combinano caratteristiche feline e umane. La sua parola radice ailouros è usata anche in ailurofilia, il termine più comune per un profondo amore per i gatti.
Ailuranthrope è un termine meno noto che si riferisce a un therianthrope felino. 
A seconda della storia in questione, le specie coinvolte possono essere un gatto domestico, una tigre, un leone, un leopardo, una lince, o qualsiasi altro tipo, compresi alcuni che sono puramente felini mitici. I gatti mannari sono sempre più presenti nella cultura popolare, anche se non così spesso come i lupi mannari.

## Folclore

### Europa
Il folklore europeo di solito descrive i gatti mannari come persone che si trasformano in gatti domestici. Alcuni gatti mannari europei divennero gatti domestici giganti o pantere . Sono generalmente etichettati come streghe, anche se potrebbero non avere abilità magiche oltre all'autotrasformazione. Durante i processi alle streghe, tutti i mutaforma, compresi i lupi mannari, erano considerati streghe sia che fossero maschi o femmine.

### Africa
Le leggende africane descrivono leoni mannari, pantere mannari o leopardi mannari. Nel caso dei leopardi, questo è spesso dovuto al fatto che la creatura è in realtà una divinità leopardo mascherata da essere umano. Quando questi dei si accoppiano con gli umani, può essere prodotta una prole, e questi bambini a volte crescono fino a diventare mutaforma; chi non si trasforma può invece avere altri poteri. In riferimento ai gatti mannari che si trasformano in leoni, l'abilità è spesso associata alla regalità. Tale essere potrebbe essere stato un re o una regina in una vita precedente. 
In Africa ci sono racconti popolari che parlano della "Nunda" o del "Mngwa", un grosso gatto di dimensioni immense che di notte insegue i villaggi. Molti di questi racconti dicono che è più feroce di un leone e più agile di un leopardo. Alcuni credono che i Nunda siano una variazione del therianthrope che, di giorno, è un essere umano, ma di notte diventa il gatto mannaro. Nessuna prova effettiva dell'esistenza di una tale creatura è mai stata documentata, ma nel 1938 un amministratore britannico di nome William Hitchens, che lavorava in Tanzania, fu informato dalla gente del posto che un gatto mostruoso aveva attaccato le persone di notte. Si è scoperto che enormi impronte di zampe erano molto più grandi di qualsiasi altro felino conosciuto, ma Hitchens ha respinto il caso, ritenendo che fosse più probabile che si trattasse di un leone con gigantismo.

### Asia
I gatti mannari dell'Asia continentale di solito diventano tigri. In India, la tigre mannaro è spesso un pericoloso stregone, descritto come una minaccia per il bestiame, che potrebbe in qualsiasi momento trasformarsi in mangiatore di uomini. Questi racconti hanno viaggiato attraverso il resto dell'India e in Persia attraverso viaggiatori che hanno incontrato le tigri reali del Bengala dell'India e poi più a ovest. Le leggende cinesi spesso descrivono le tigri mannari come vittime di una maledizione ereditaria o di un fantasma vendicativo. In alternativa, i fantasmi delle persone che erano state uccise dalle tigri potevano diventare un soprannaturale malevolo essendo conosciuti come "Chang" (伥), dedicando tutte le loro energie per assicurarsi che le tigri uccidessero più umani. Alcuni di questi fantasmi erano responsabili della trasformazione degli umani ordinari in tigri mannari mangiatori di uomini. Inoltre, nel folklore giapponese ci sono creature chiamate bakeneko che sono simili a kitsune (spiriti volpe) e bake-danuki (spiriti di cani procione giapponesi). In Thailandia una tigre che mangia molti umani può diventare una tigre mannaro. Esistono anche altri tipi di tigri mannari, come gli stregoni con grandi poteri che possono cambiare forma per diventare animali.
Sia in Indonesia che in Malesia esiste un altro tipo di tigre mannaro, noto come Harimau jadian. In Malesia, i Bajang sono stati descritti come gatti mannari vampirici o demoniaci. Si riteneva che i malesi Kerinchi di Sumatra avessero la capacità di trasformarsi in tigri mannari. 
Nella zona centrale dell'isola indonesiana di Giava il potere di trasformazione è considerato dovuto principalmente all'eredità, all'uso di incantesimi, al digiuno e alla forza di volontà, all'uso di incantesimi. Salvo quando ha fame o ha giusta causa per la vendetta non è nemica dell'uomo; si dice infatti che assuma la sua forma animale solo di notte e protegga le piantagioni dai cinghiali. Varianti di questa credenza affermano che il mutaforma non riconosce i suoi amici a meno che non lo chiamino per nome o che esca come mendicante e si trasformi per vendicarsi di coloro che gli rifiutano l'elemosina. In qualche modo simile è la credenza dei Khond; per loro la tigre è amichevole e riserva la sua ira per i loro nemici. Si dice che un uomo assuma la forma di una tigre per compiere una giusta vendetta.

### Americhe
L'animale più importante nelle culture mesoamericane precolombiane era il giaguaro mannaro. Era associato alla venerazione del giaguaro, con sacerdoti e sciamani tra i vari popoli che seguivano questa tradizione indossando le pelli dei giaguari per "diventare" un giaguaro mannaro. Tra gli Aztechi, un'intera classe di guerrieri specializzati che vestivano le pelli di giaguaro erano chiamati "guerrieri giaguaro" o "cavalieri giaguaro". Le raffigurazioni del giaguaro e del giaguaro mannaro sono tra i motivi più comuni tra i manufatti delle antiche civiltà mesoamericane.
N.W. Thomas ha scritto nell'11ª edizione dell'Encyclopaedia Britannica (1911) che, secondo Carl Friedrich Philipp von Martius (1794–1868), il kanaima era un essere umano che impiegava il veleno per svolgere la sua funzione di vendicatore del sangue, e che altre autorità rappresentano il kanaima come un giaguaro, che era o un vendicatore di sangue o il famiglio di uno stregone cannibale. Ha anche detto che nel 1911 alcuni europei in Brasile credevano che il settimo figlio dello stesso sesso in una successione ininterrotta diventasse un uomo o una donna e assumesse la forma di un cavallo, una capra, un giaguaro o un maiale. 
Negli Stati Uniti le leggende metropolitane raccontano di incontri con bipedi felini; esseri simili al Bigfoot con teste, code e zampe di gatto. I bipedi felini sono talvolta classificati come parte della criptozoologia , ma più spesso vengono interpretati come gatti mannari.

## Occultismo e teologia
Le affermazioni secondo cui i gatti mannari esistono veramente e hanno un'origine in realtà soprannaturale o religiosa sono state comuni per secoli, con queste credenze spesso difficili da separare completamente dal folklore. Nel XIX secolo, l'occultista JC Street affermò che le trasformazioni materiali del gatto e del cane potevano essere prodotte manipolando il "fluido etereo" in cui presumibilmente fluttuano i corpi umani: possono così trasformarsi in gatti, ma le loro trasformazioni sono illusioni create dai demoni. L'autore del New Age John Perkins ha affermato che ogni persona ha la capacità di trasformarsi in "giaguari, cespugli o qualsiasi altra forma" usando il potere mentale. L'occultista Rosalyn Greene afferma che i gatti mannari chiamati "gatti mutaforma" esistono come parte di una "sottocultura mutaforma" o religione sotterranea New Age basata sulla licantropia e credenze correlate.

## La figura nelle arti
Narrativa
- La strada della paura: La figura del gatto mannaro compare nella serie La strada della paura di R. L. Stine, nella storia La notte del gatto mannaro (1996), scritta in realtà dalla ghostwriter Katherine Lance.[10]

- Ciclo dell'Eredità: I gatti mannari sono creature immaginarie che compaiono nei romanzi fantasy del Ciclo dell'Eredità di Christopher Paolini. Sono esseri misteriosi che parlano solo a pochi uomini privilegiati e attraverso una sorta di telepatia; sono saggi ed elargitori di preziosi consigli. Quando vogliono, o ne hanno la necessità, possono trasformarsi in bambini dotati di artigli, o anche in qualsiasi altra creatura. Viene mostrato come possano anche cambiare i propri connotati a comando, come fa Solembum con il colore dei propri occhi quando Eragon gli fa notare che l'ultima volta aveva degli occhi diversi. Nella loro forma "normale", sono simili al caracal.[11] Il principale gatto mannaro della saga di Paolini è Solembum, il gatto dell'erborista Angela, ma Eragon trova anche una gatta mannara a Ellesméra, Maud, che si scopre conoscere Solembum. Nel quarto capitolo dell'ultimo libro, Inheritance, si scopre che esiste un re dei gatti mannari, che è più che altro una figura da seguire in tempo di guerra: Grimrr Zampamonca, compagno della candida gatta Cacciaombre, che si allea con i Varden in cambio di cibo e armature per i suoi sudditi, ma soprattutto per un posto d'onore sempre accanto al trono degli uomini a Uru Baen. In questo libro i Gatti Mannari comandano anche i gatti normali che loro chiamano Monoforma e li utilizzano come spie per i Varden loro alleati.

Fumetti
Compaiono nel manga Hellsing.